# Escuela Nacional de Fiscales
La Escuela Nacional de Fiscales es una institución docente adscrita al Ministerio Público de la República Bolivariana de Venezuela, que tiene como fin la formación y mejoramiento del material humano que actúa en representación de la fiscalía. 

## Historia
Fue creada mediante resolución de la Fiscal General de la República, ciudadana Luisa Ortega Diaz, para formar a los funcionarios del Ministerio Público con un elevado nivel académico, valores, investigación científica, humanística, tecnológica y destrezas en la normativa legal, defender las causas de la institución, que son las del Estado así como del pueblo.
La Escuela Nacional de Fiscales fue inaugurada en octubre de 2008, iniciando las clases con 117 abogados, seleccionados entre 1.650 profesionales del Derecho de los estados centro-norteños de Vargas, Miranda y Distrito Capítal.

## Programas Académicos
La Escuela ofrece los siguientes programas académicos:
- Especialización en Ejercicio de la Función Fiscal
- Especialización en Derecho Penal
- Especialización en Derecho Procesal Penal
- Especialización en Medicina Forense
- Especialización en Criminalística de Campo
- Especialización en Derecho Probatorio

Adicionalmente, está en proyecto de elaboración y aprobación:
- Doctorado en Ciencias Jurídicas y Penales (en proyecto).

## Junta Directiva
Dirección General: MSc. Ileana Josefina Ruíz Angúlo
Dirección de Gestión Administrativa: Esp. Simón Gilberto Fernández Márquez
Dirección de Investigación y Postgrado: MSc. Angélica José Cedeño de Rodríguez
Dirección de Secretaria General: Lcda. Yanet de Jesús Martínez

## Ubicación
Está ubicada en La Florida, localidad del Este de Caracas.